# پیاسچنو (استان اشوی‌داشکسیه)
پیاسچنو (به لهستانی: Piaseczno) یک منطقهٔ مسکونی در لهستان است که در گمینا وونگوو واقع شده‌است.